# 頑固プロレス
頑固プロレス（がんこプロレス）は、日本のプロレス団体。

## 歴史
- 2006年1月、U-FILE CAMPの大久保一樹が設立。
- 2月5日、西調布格闘技アリーナで旗揚げ戦を開催。

## 頑固コロシアムルール
- 15分1本勝負（頑固ヘビー級選手権試合及び頑固プロレス実行委員会が認定した試合は30分1本勝負）。
- 持ち点3ポイントのロストポイント制（30分1本勝負は5ポイント）。
- ボクシンググローブ、オープンフィンガーグローブでの拳による攻撃は頑固プロレス実行委員会が認めたもののみ有効。
- 勝敗はギブアップ、KO、TKO、レフェリーストップ、判定で決まる。
- ダウン、ロープエスケープ（ボトムロープのみ）、注意で1ロストポイント。
- 持ち点が0ポイントになったらTKO負け。
- 時間切れの場合はロストポイント数で勝敗を決する。同点の場合は引き分け。
- レフェリーの指示に従わない場合や悪質な行為を及んだ場合は反則負け。

## タイトル
- 頑固ヘビー級王座

## 所属選手
- 大久保一樹（U-FILE CAMP兼任所属）
- 高杉祐希
- グラップリングマシン

## 歴代所属選手
- 越後隆
- 野村聡（旧：野村聡史）
- 中西圭介
- サイクロン北原（旧：北原憲昭）